# Chal Mere Bhai
Chal Mere Bhai è un film del 2000 diretto da David Dhawan.